# ウリエル
ウリエル（ヘブライ語: אוּרִיאֵל‎ 、ティベリア式ヘブライ語: Ûrîʾēl、ギリシア語: Ουριήλ、コプト語：ⲟⲩⲣⲓⲏⲗ）は、正典には含まれておらず、カトリック教会では認可されていないがユダヤの神秘主義的文学において重要な天使。旧約聖書外典『エチオピア語エノク書』『第四エズラ書』、新約聖書外典『ペトロの黙示録』で、その名が言及されている。ミカエル、ガブリエル、ラファエルと共に「神の御前に立つ四人の天使」の一人。ウリエルという名前は、「神の光」「神の炎」を意味する。また、ウリエルの名は預言者ウリアに由来するといわれている。大天使、熾天使、智天使とされることがある。
サリエルと同一の天使とする説もある。
芸術作品においてウリエルは、作家と教師にインスピレーションを与え、裁きと預言の解説者という役割を示す本と巻物を持つ姿、または開いた手の中に炎を灯した姿で描かれる。

## ヘブライの伝承・ユダヤ神秘主義的文学におけるウリエル

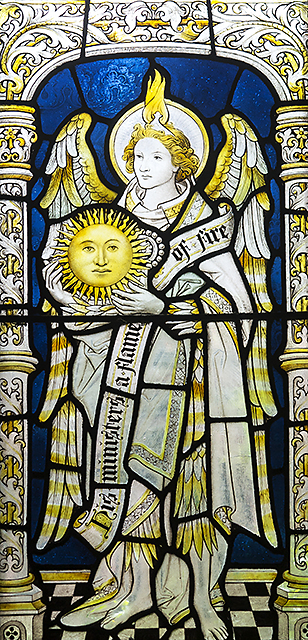
神の炎・光という名前を持ち、天使界の叡智と哲学を司る太陽の統治者です。チェスター大聖堂のステンドグラス。

旧約聖書外典『エチオピア語エノク書』で、ウリエルはエノクを天国へ引き上げ、天国の案内役を勤めた。エノク書では、主の天使たちが地上に降り多くの邪悪を働いたため、神はミカエル、ガブリエル、ラファエル、ウリエルをそれぞれ役目を与え遣わした。そのときウリエルは、ノアに洪水が迫っていることを報せた。エノクはウリエルを七人の大天使の一人とし、タルタロスと世界を見守ると語っている。また、天におけるすべての発光体と地上の運行、気象、自然現象を司る天使としている。
旧約聖書外典『第四エズラ書』において、ウリエルはエズラが見た七つの幻視を説明する。エズラは、神に様々な質問をする。とくにユダヤ人の苦悩、神の正義、イスラエルの運命について尋ねる。その答えとしてエズラは七つの幻視を見る。その時にウリエルは現れ、神が人間に対して行う正義について、答えることの不可能な三つの質問をする。
ユダヤの伝承『ヨセフの祈り』の中で、ウリエルは『わたしは人間たちの中で暮らすために地上におり、ヤコブという名で呼ばれる』と述べる。この言葉の正確な意味は明らかにされていないが、そうなるとウリエルは天使から人間になった初めての者となる。
ヘブライの伝承『アダムとイヴの生涯』で、ウリエルは焔の剣を持ってエデンの園の門を守る智天使の一人と記されている。

## 『ペトロの黙示録』でのウリエル
新約聖書外典『ペトロの黙示録』でウリエルは懺悔の天使として現われ、神を冒瀆する者を永久の業火で焼き、不敬者を舌で吊り上げて火であぶり、地獄の罪人たちを散々苦しめるという。最後の審判の時には、地獄の門のかんぬきを折り、地上に投げつけて黄泉の国の門を開き、すべての魂を審判の席に座らせる役割を担う。

## その他
旧約聖書『創世記』でヤコブと格闘した天使が誰だったかの有力候補にウリエルの名が挙がっている。
ウリエルは、745年ローマ教会会議においてザカリアス教皇に堕天使の烙印を押される。これは民間で過熱しすぎた天使信仰を抑えるために、聖書正典に名前が言及されているミカエル、ガブリエル、ラファエル以外の天使を堕天使としたものである。
儀式魔術において、ウリエルには地の元素、緑色、北の方角が配当される。黄道十二宮では宝瓶宮を司る。

### 文学
ジョン・ミルトンの『失楽園』でウリエルは熾天使として登場し、太陽の統治者と呼ばれ、太陽の運行を司る天使とされている。